# Heidi Wernerus-Neumann
Heidi Wernerus-Neumann (* 23. Januar 1947 in Wolfshagen im Harz; † 24. August 2011 in Paderborn) war eine deutsche Aktivistin der deutsch-polnischen Völkerverständigung.

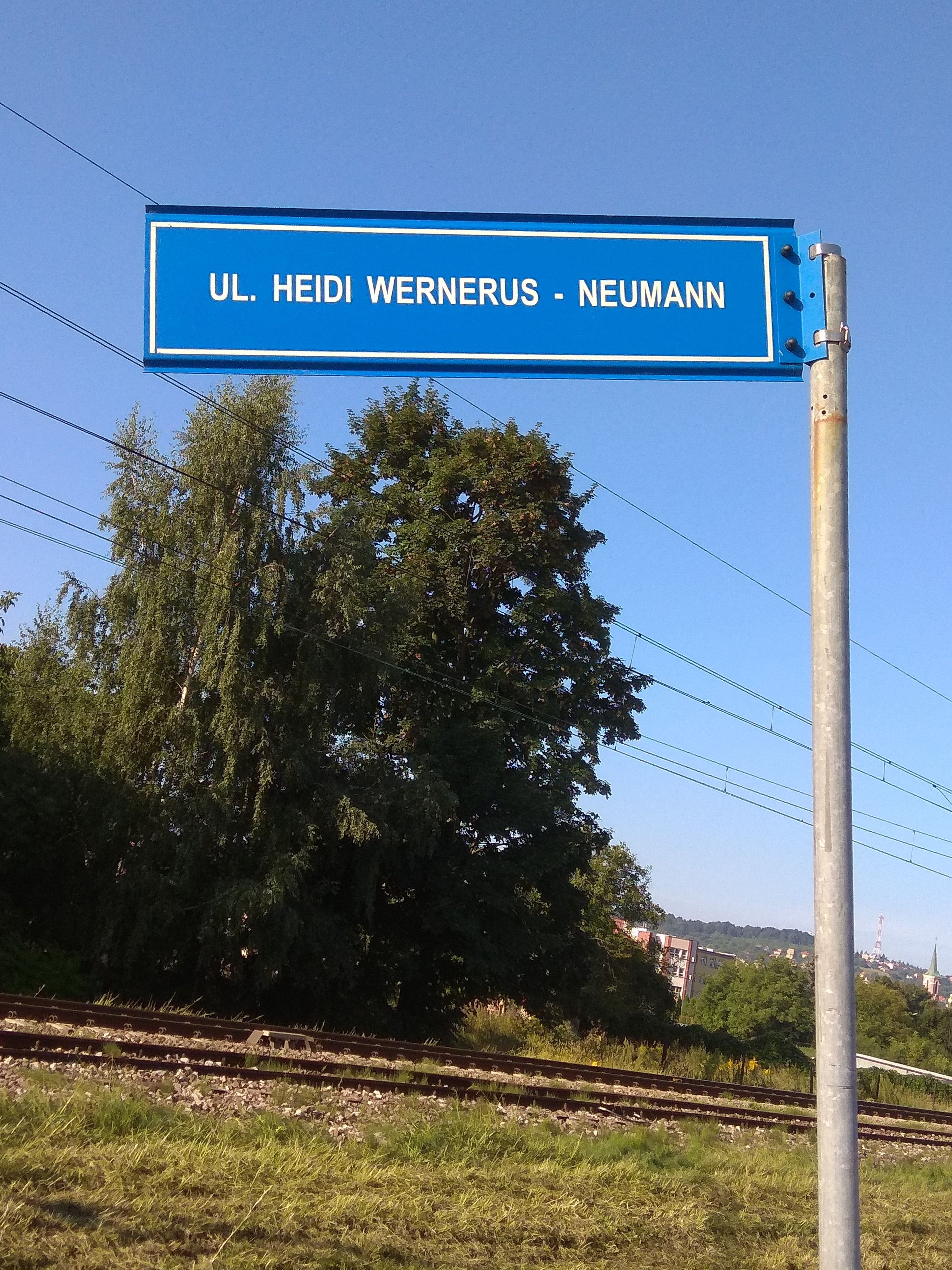
Straßenschild in Przemyśl

Wernerus-Neumann war 1991–1994 FDP-Fraktionsvorsitzende im Paderborner Rat. 1992 hat sie die Verständigung zwischen den Städten Paderborn und der polnischen Stadt Przemyśl angeregt. Seit 1993 ist Przemyśl Partnerstadt von Paderborn. 1994 schuf sie die Freundegesellschaft Przemyśl-Paderborn.
Sie unterstützte die Stiftung „Auxilium“ sowie die Tätigkeit der Behindertenwohnheims für Kinder der polnischen Gesellschaft zur Förderung der geistesbehinderten Personen, knüpfte Kontakte zwischen den Gesellschaften aus Paderborn und Przemyśl, vermittelte die Kontakte zwischen den jungen Au-pair-Personen und förderte den Austausch der Jugendgruppen aus beiden Ländern.
Am 20. Oktober 1997 hat der Rat der Stadt Przemyśl Frau Wernerus-Neumann die Ehrenbürgerschaft verliehen.
Am 20. Oktober 2009 wurde sie vom Staatspräsidenten der Republik Polen mit dem Offizierkreuz des Verdienstordens der Republik Polen ausgezeichnet.
In Przemyśl wurde am 15. Juli 2013 eine Straße nach Heidi Wernerus-Neumann benannt.